# Yövesi (vik i Finland)
Yövesi är en vik i Finland. Den ligger i Kristina kommun i landskapet Södra Savolax, i den södra delen av landet, 190 km nordost om huvudstaden Helsingfors.